# Método de Interpretação para o Ator
Método de Interpretação Para o Ator ou simplesmente O Método, como é conhecido, foi desenvolvido nos palcos norte-americanos, principalmente em Nova York nas décadas de 1930 e 1940. Os atores de teatro Elia Kazan, Robert Lewis, Lee Strasberg, primeiro no Group Theatre e depois no Actors Studio, desenvolveram uma forma particular do sistema proposto por Stanislavski a partir dos ensinamentos de Lee Strasberg no American Laboratory Theatre em 1920, focalizando principalmente nas necessidades psicológicas dos atores norte-americanos contemporâneos.
É uma técnica onde o ator procura desenvolver em si mesmo os pensamentos e emoções da personagem procurando criar uma apresentação similar à da vida. Esta procura desenvolver o trabalho do ator sobre suas próprias emoções e memórias vividas, auxiliados por uma série de exercícios e práticas incluindo a memória sentimental e a memória afetiva.

## Origem
O método é uma variante do Sistema Stanislavski criado por Constantin Stanislavski e desenvolvido nas três primeiras décadas do século XX e exposto em suas obras em colaboração com vários artistas russos em sua prática no Teatro de Arte de Moscou. Influenciou a técnica de vários artistas do cinema norte-americano como Marlon Brando, Daniel Day-Lewis, Montgomery Clift, Marilyn Monroe, James Dean, Paul Newman, Al Pacino, Johnny Depp, Dustin Hoffman, Eli Wallach, Alec Baldwin, Robert De Niro, Jane Fonda e Ellen Burstyn.

## Técnica
Como o método teve muitos elaboradores e divulgadores - Stella Adler, Robert Lewis e Sanford Meisner - cada um deles criou uma pequena variante no entendimento e na adaptação dos ensinamentos do mestre russo. Mesmo Stanislavski modificou seu sistema muitas vezes durante a sua vida.
Algumas das práticas do método, como descritas por Hull, são relaxamento, memória sensível, concentração, imaginação, substituição, justificação, exercício de animais, objeto pessoal, momento privado, memória afetiva, canto, dança, monólogo interior, monólogo narrativo, falar para fora, momento a momento e subtexto.

## Professores
Stanislavski descreveu seu sistema, como ele mesmo o chamou, em quatro livros. Uma autobiografia, e outros livros publicados na forma de um ensaio de teatro, onde um ator iniciante se envolve com problemas de aprendizado: Minha Vida na Arte, A Preparação do Ator, A Construção da Personagem e A Criação do Papel.
Professores e atores russos mudaram-se para os Estados Unidos, no início do século XX, e influenciaram a divulgação das técnicas de atuação do diretor, embora cada um imprimisse características particulares em seus ensinamentos. São eles:
- Richard Boleslawski
- Michael Chekhov
- Maria Ouspenskaya, atriz que teve, entre seus alunos, John Garfield, Stella Adler e Lee Strasberg.

Artistas norte-americanos que desenvolveram o método:
- Lee Strasberg, considerado o mentor principal do método.
- Stella Adler, atriz, fundadora do Stella Adler Conservatory, em Nova York.
- Herbert Berghof, fundador do HB Studio, em Nova York.
- Uta Hagen, atriz e autora de Respect for Acting e A Challenge for the Actor, trabalha muito com as técnicas de identidade e substituição.
- Robert Lewis, ator, diretor e cofundador do Actors Studio e autor de Method or Madness? (Método ou Loucura)

O método continua a ser ensinado, até os dias de hoje, em escolas, como: Lee Strasberg Theatre and Film Institute (Nova York e Los Angeles),Actors Studio (Nova York), Stella Adler Studio of Acting (Nova York e Los Angeles), Edgemar Center for the Arts e Larry Moss Studio (Santa Monica, Califórnia), HB Studio (Nova York), Studio Jack Garfein (Paris), Palm Beach Playhouse (Palm Beach, Florida), entre outros.

## Livros sobre o método
- Acting--The First Six Lessons, de Ryszard Bolesławski
- To the Actor, de Michael Chekhov
- A Dream of Passion, de Lee Strasberg
- Sanford Meisner on Acting, de Sanford Meisner
- Method—or Madness?, de Robert Lewis
- Advice to the Players, de Robert Lewis
- Respect for Acting, de Uta Hagen
- No Acting Please, de Eric Morris e Joan Hotchkis
- Strasberg's Method: As Taught by Lorrie Hull, de S. Loraine Hull
- Method Actors: Three Generations of an American Acting Style, de Steve Vineberg
- Strasberg's Method, de S. Loraine Hull